# Alluvione dello Spezzino e della Lunigiana del 25 ottobre 2011
L'alluvione dello Spezzino e della Lunigiana del 25 ottobre 2011 si è verificata a seguito di una forte precipitazione che in sei ore ha riversato 542 mm di pioggia sulla provincia della Spezia e di Massa e Carrara.
Questo evento meteorologico ha causato la piena dei fiumi Vara e Magra e dei torrenti affluenti nelle zone colpite, con inondazione di diverse entità in tutta la Val di Vara e la Val di Magra.
I centri più colpiti sono stati quelli di Borghetto di Vara, Brugnato, Bonassola, Levanto, Monterosso al Mare, Vernazza in provincia della Spezia e Aulla in provincia di Massa-Carrara.
A questo evento è seguita, pochi giorni dopo, l'alluvione di Genova del 4 novembre 2011, anch'essa causata da fortissime precipitazioni (bassa mediterraneo Rolf) che hanno registrato punte superiori ai 500 mm in poche ore in diverse zone di Genova e provincia causando l'esondazione dei torrenti Bisagno e Fereggiano e la piena dei torrenti Sturla, Scrivia e Entella, con 6 morti.

## Eventi

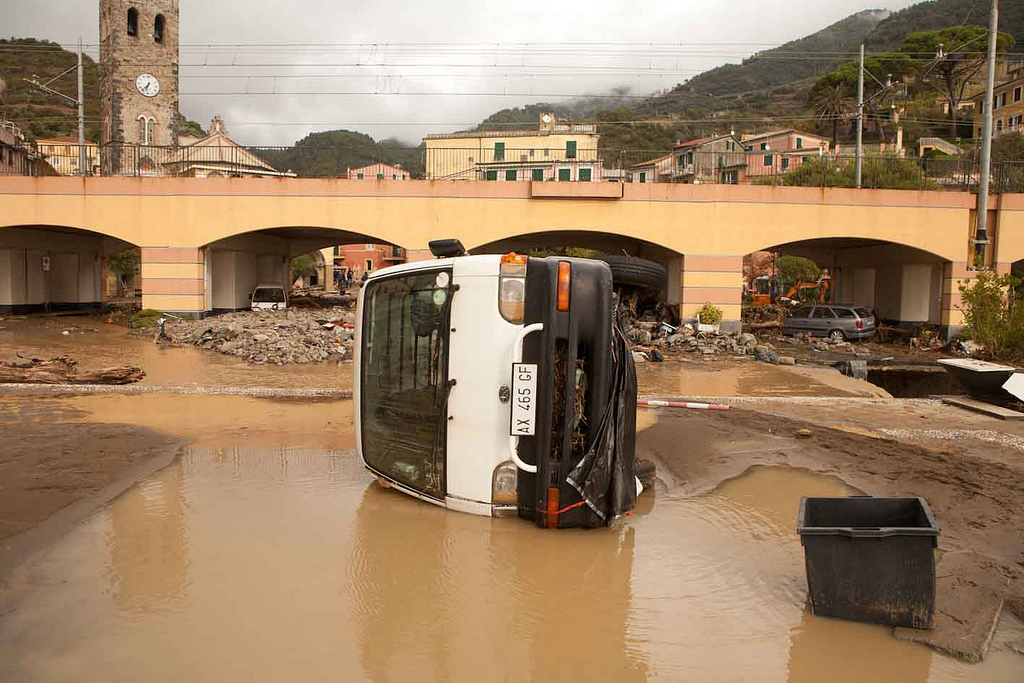
I danni dell'alluvione a Monterosso

Nella prima mattinata del 25 ottobre 2011 una perturbazione ha iniziato a concentrarsi sulla zona nord delle provincie della Spezia e di Massa e Carrara. Nel giro di poche ore è caduta un'enorme quantità d'acqua piovana. In pochissimo tempo i torrenti affluenti dei principali fiumi sono diventati incontrollabili e sono esondati, portando a valle ogni sorta di detrito. L'effetto onda di piena si è propagata ai maggiori fiumi, Vara e Magra, che sono dilagati rispettivamente nelle pianure intorno ai borghi di Borghetto di Vara, Brugnato, Ameglia e Pontremoli, Villafranca in Lunigiana e Aulla.
La catastrofe ha colpito anche le vicine Cinque Terre in provincia della Spezia: l'acqua ha trasportato enormi quantità di fango e detriti lungo il compluvio naturale nei borghi di Vernazza e di Monterosso e le strade principali si sono trasformate in fiumi in piena portando in mare tutto ciò che trascinavano. Il deposito alluvionale risultante nella via principale di Vernazza misurava alcuni metri di spessore.
Le comunicazioni sono diventate subito difficilissime: ingenti anche i danni alle infrastrutture stradali con smottamenti e frane in diverse strade provinciali (e conseguente isolamento di alcune località dell'entroterra), chiusura del tratto autostradale dell'A12 tra i caselli di Sestri Levante e Deiva Marina per una frana sulla carreggiata sud e disagi sulla linea ferroviaria levantina Sull'A12 la frana ha coinvolto un TIR e i soccorritori sono riusciti ad estrarre il conducente, salvato per miracolo. La strada statale 1 Via Aurelia è stata interrotta da molteplici frane e la ferrovia bloccata da uno smottamento a Vernazza. Decine di paesini della Val di Vara sono diventati irraggiungibili, se non con elicotteri, e le telecomunicazioni interrotte.
Più a sud del bacino idrografico di riferimento, gli effetti della piena si sono verificati nel comune di Ameglia, alla foce del fiume Magra: in tre anni si è registrata la quarta esondazione e questa volta a farne le spese maggiori (oltre alle case totalmente invase dal fango) è stato il ponte della Colombiera, che è crollato per la seconda volta : uno yacht è stato disormeggiato dalla furia del fiume e ha colpito la campata centrale del ponte distruggendola.
Ad oltre una settimana dall'evento alluvionale, in previsione di una nuova e massima allerta meteo in tutta la regione (classificata come "Allerta 2" dal centro funzionale meteo-idrologico di Protezione civile della Regione Liguria, prevista dalle ore 22 del 3 novembre alle 18 del 6 novembre nei bacini liguri marittimi di Ponente, Centro, Levante e Padani di Ponente), sono state predisposte dai rispettivi sindaci di Vernazza e Borghetto di Vara ordinanze di evacuazione della popolazione a scopo precauzionale.
In Val di Vara i movimenti franosi sono proseguiti per giorni, bloccando le comunicazioni stradali.
Il 5 novembre sono state evacuate Camisano (Ameglia) e Pignone, risultavano essere isolate Corvara e Bracelli (nel comune di Beverino), nuovi sgomberi a Calice al Cornoviglio, dove le strade ormai si spalancavano in spaventose voragini. In dieci giorni sono franati 4 ponti e sono state chiuse 20 strade tra Montemarcello, Rocchetta di Vara, Brugnato, Calice, Pignone, Beverino, Corniglia, Monterosso e Vernazza.

### Comuni coinvolti

#### Comuni con maggiori danni
Comuni principali colpiti dall'alluvione.
| Comuni della Liguria                                                                    | Comuni della Toscana                                                   |
| --------------------------------------------------------------------------------------- | ---------------------------------------------------------------------- |
| Ameglia Esondazione del Magra                                                           | Aulla Esondazione del Magra                                            |
| Beverino Esondazione del Vara e di molti torrenti, oltre a decine di frane              | Villafranca in Lunigiana Esondazione del Magra                         |
| Brugnato Esondazione del Vara e di molti torrenti                                       | Pontremoli Esondazione del Magra                                       |
| Calice al Cornoviglio Esondazione dell'Usurana, decine di frane isolano intere frazioni | Zeri Decine di frane che hanno isolato intere frazioni                 |
| Monterosso al Mare Centro storico spazzato via dall'acqua piovana                       | Mulazzo Esondazione del Magra, decine di frane isolano intere frazioni |
| Pignone Esondazione del torrente                                                        | Filattiera Esondazione del Magra                                       |
| Rocchetta di Vara Esondazione del torrente, decine di frane isolano intere frazioni     |                                                                        |
| Vernazza Centro storico spazzato via dall'acqua piovana                                 |                                                                        |

#### Comuni con minori danni
Altri comuni colpiti, seppur con minore intensità, hanno dovuto fronteggiare frane ed esondazioni di corsi d'acqua.
| Comuni della Liguria                                                                                          | Comuni della Toscana                     |
| --- | ---------------------------------------- |
| Arcola Frazione di Battifollo, Ressora, Romito Magra, San Genisio                                             | Aulla Albiano di Magra                   |
| Bolano Frazione di Ceparana                                                                                   | Podenzana Frazione di Bagni di Podenzana |
| Follo Frazione di Pian di Follo                                                                               |                                          |
| Sarzana Frazione di Battifollo, Marinella                                                                     |                                          |
| Vezzano Ligure Frazione di Bottagna, San Venerio, Madonna di Buonviaggio, Carozzo, Valeriano, Fornola e Corea |                                          |

## Cause e aspetti controversi

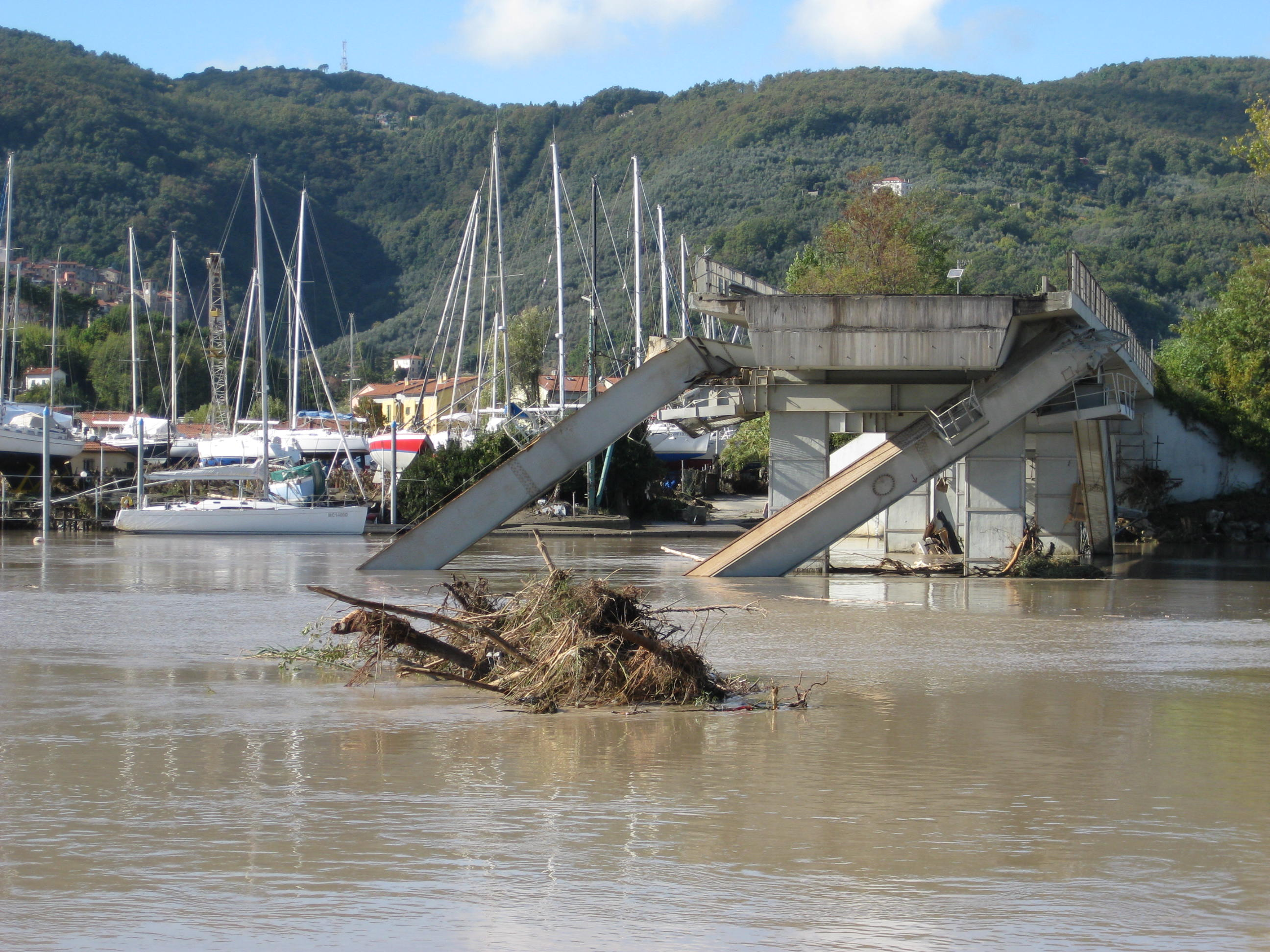
Ponte della Colombiera sul Magra

Uno dei fattori di esasperazione della cittadinanza colpita è la recidività di questi eventi sul territorio: l'alluvione del 25 ottobre 2011 segna il punto massimo di tre anni catastrofici, dove ad ogni pioggia d'intensità sopra la media conseguono disastri incalcolabili tra alluvioni e frane.
Dopo  gli anni sessanta gli argini del fiume furono elevati per due volte fino a raggiungere un'altezza complessiva di 5 metri, mediante l'applicazione di due strati di calcestruzzo non armato e non staticamente collegati tra loro. Le fondamenta degli argini furono interessate dall'inserimento di uno strato protettivo di rocce.

### Il clima
Fin dal principio è evidente l'eccezionalità della variabile climatica, ma gli effetti disastrosi aprono molte questioni sull'assetto idrogeologico del territorio spezzino, già ampiamente colpito negli anni precedenti.
L'effetto combinato del riscaldamento globale e della modificazione dell'uso del suolo in tempi recenti, ha portato a una situazione di aumento del rischio alluvionale, peggiorata dalla crescente probabilità di eventi di notevole intensità. I recenti casi delle alluvioni in Liguria confermano che tale circostanza si verifica negli ambienti mediterranei, ma non solo, della penisola italiana.

### L'abbandono
Il forte abbandono delle coltivazioni, l'incuria dei sottoboschi, la malattia di piante non autoctone, sono state le cause di fattori aggravanti della situazione climatica provocando diminuzione della resistenza geotecnica delle terre, formazione di materiale detritico organico e inorganico, occlusioni delle regimazioni delle acque.

### La cementificazione

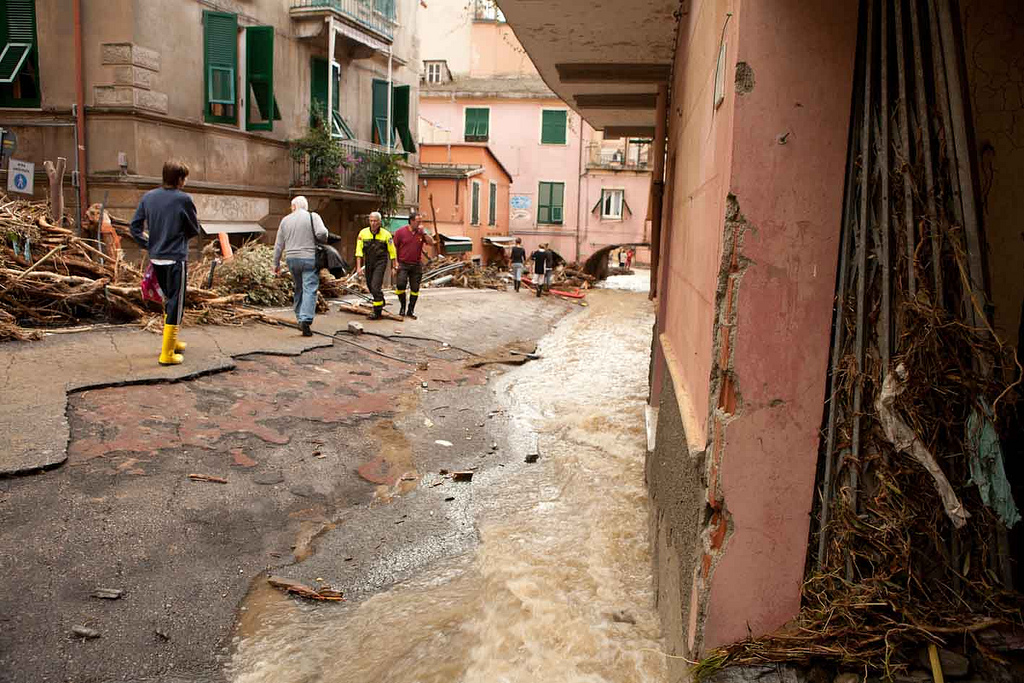
Via Roma a Monterosso

L'Autorità di Bacino del Magra avevano previsto tutto, dichiarando i livelli di esondabilità nel Piano di assetto idrogeologico (PAI) o Piano di Bacino, approvato nel 2003, tuttavia nelle zone alluvionate erano presenti costruzioni erette dagli anni cinquanta in poi.
A Monterosso al Mare e a Vernazza al centro delle polemiche sono le tombature dei canali, che con la pioggia caduta sono andati in pressione. Anche nelle Cinque Terre non si esclude la cementificazione come causa della mancata regimazione delle acque: a Monterosso la giunta concesse la costruzione di 30 villette ai Meschi.
A Brugnato, il venerdì precedente alla tragedia, fu votato in consiglio comunale il via libera alla costruzione di un enorme outlet che sarebbe dovuto sorgere proprio nella piana devastata dall'alluvione. L'outlet è poi stato regolarmente costruito ed inaugurato nel 2014.
In discussione la modalità di cementificazione del territorio anche ad Aulla, dove gran parte delle costruzioni degli ultimi cinquant'anni sono state edificate dentro l'alveo naturale del fiume Magra. Al principio dell'ondata di piena che ha invaso le vie della cittadina, pare vi sia stato il cedimento dello sbarramento della cassa di colmata a nord, vicino a Villafranca in Lunigiana. Nei giorni seguenti il 25 ottobre le autorità istituzionali, giunte in visita ad Aulla, sono state pesantemente contestate dalla gente del posto: tra loro il sindaco di Pontremoli Lucia Baracchini e il ministro Altero Matteoli.

### L'assetto idrologico
Le esondazioni del Vara e della parte fociva del Magra rappresentano un'altra controversia: l'opinione pubblica punta l'indice sul mancato dragaggio dei letti fluviali, regolato dalla Legge 183/1989 che classifica l'estrazione degli inerti lungo i fiumi tra gli interventi di difesa del suolo, ponendo così, in linea di principio, l'interesse pubblico alla corretta manutenzione idraulica quale unico atto a consentire attività estrattive nei fiumi. Ne è conseguito che, in attesa dell'adozione dei Piani di Bacino, l'attività estrattiva sia stata sospesa. Stante le convinzioni popolari, i fiumi sarebbero sovralluvionati dal materiale di sedimentazione, tuttavia esiste uno studio commissionato dall'Autorità di bacino interregionale del fiume Magra, elaborato dalla Facoltà d'Ingegneria civile dell'Università degli Studi di Firenze, secondo il quale i tratti vallivi dei fiumi non hanno aumentato il livello del sedimento, anzi risultano incisi.
Un altro punto importante pare sia lo stato di mancata manutenzione dei corsi d'acqua secondari e degli affluenti dei fiumi Vara e Magra. Secondo alcune testimonianze, nel comune di Follo, colpito dall'alluvione nella piana, pare che l'acqua non fosse direttamente proveniente dal letto del fiume, bensì dall'incapacità dei torrenti affluenti di defluirvi. Ciò avrebbe provocato danni nelle tombinature (alcune letteralmente esplose) e la loro fuoriuscita avrebbe allagato i fabbricati presenti in un'area censita dal PAI come esondabile.

## Conseguenze

### Giudiziarie
Le cause degli eventi alluvionali sono stati oggetto di procedimenti giudiziari:
- La procura della Spezia ha aperto fascicoli contro ignoti, con l'ipotesi di omicidio colposo, per ogni vittima dell'alluvione[21].
- La procura di Massa ha aperto un'inchiesta per omicidio colposo in seguito all'esondazione che ha causato due morti ad Aulla[22].

In seguito, i lavori di costruzione di un parcheggio multipiano a Monterosso sono stati sospesi e il cantiere posto sotto sequestro da parte della procura spezzina.

### Politiche
Il caso dell'outlet di Brugnato è divampato nelle settimane successive al disastro, dividendo l'opinione pubblica tra favorevoli al progetto, che garantirebbe il rilancio economico dell'area, e contrari, in virtù della pericolosità dell'area e del modello economico fallimentare che sosterrebbe.
La regione Liguria ha emanato una delibera, detta di "salvaguardia", in cui si bloccano le costruzioni nelle aree interessate dall'alluvione, in attesa di verifiche di sicurezza. Questo provvedimento è successivo a uno analogo da parte della Regione Toscana. Di fatto tale decisione congela la pratica dell'outlet. Tuttavia l'outlet non è l'unico elemento di scontro, infatti a Monterosso si è scatenata la polemica per la decisione del Sindaco di continuare i lavori di un parcheggio multipiano. L'outlet è stato poi regolarmente costruito ed inaugurato il 10 aprile 2014.

## Bilancio

### Vittime

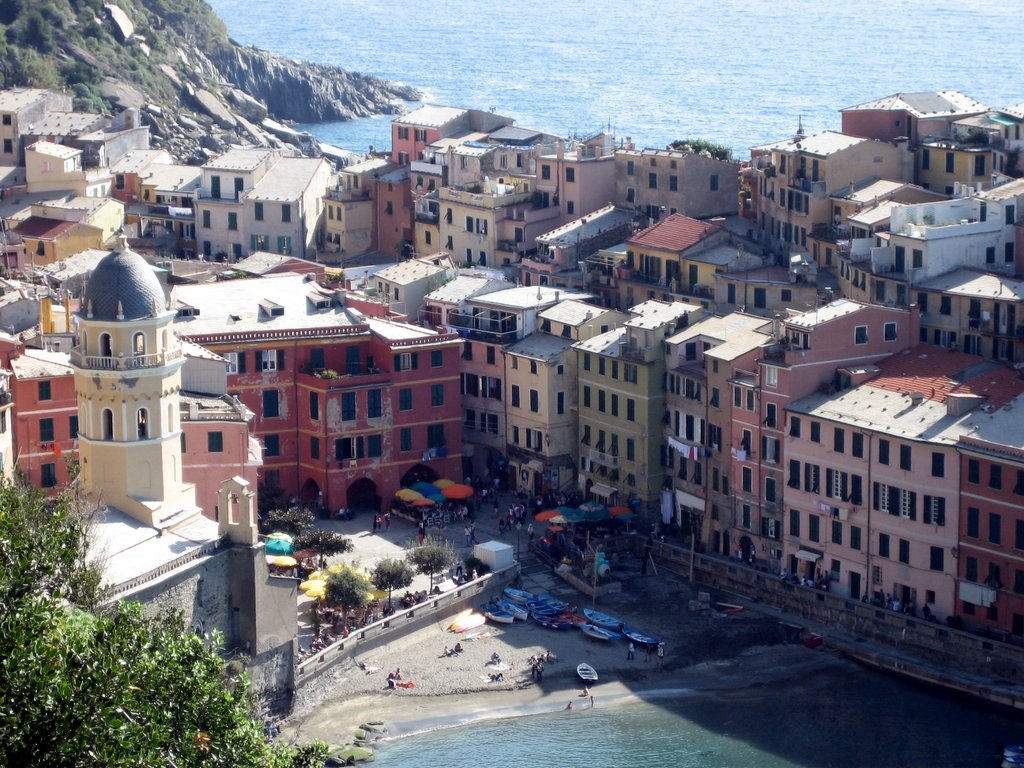
Vernazza prima dell'alluvione

Dal giorno del disastro al 9 novembre 2011 risultano decedute 10 persone (7 a Borghetto di Vara, 2 ad Aulla e 1 a Monterosso) e 3 disperse (a Vernazza): Sauro Picconcelli (50 anni), Pino Giannoni (70) e Giuseppina Carro (80).
Il 10 novembre è stata verificata l'identità di un corpo rinvenuto al largo di Saint Tropez, stabilendo che si tratta di Sauro Picconcelli..
L'11 novembre è stato identificato un secondo corpo rinvenuto al largo della Francia, quello di Pino Giannoni: il bilancio è di 12 vittime e 1 disperso. Il 16 dicembre viene confermato l'esame del DNA che stabilisce che i tre corpi rinvenuti in Francia sono di Pino Giannoni, Sauro Picconcelli e Pina Carro: il bilancio finale è di 13 vittime.
La vittima di Monterosso, Sandro Usai, è stato portato via dall'onda di fango mentre tentava di salvare alcune persone dalla piena del fiume. In relazione al suo gesto, il Presidente della repubblica, Giorgio Napolitano, consegnerà alla vedova la medaglia d’oro al valor civile alla memoria.

### Danni materiali
In seguito all'evento sono state chiuse l'A12 e la ferrovia La Spezia-Genova e dichiarate impercorribili il 43% delle strade provinciali.
Complessivamente sono state sfollate 1183 persone: a Monterosso 238, a Vernazza 150 (tutti trasferiti a Levanto), a Borghetto 196, a Brugnato 199, a Sesta Godano 25, a Pignone 27, a Beverino 152, a Rocchetta Vara 75, ad Ameglia 18, più i 49 di Bocca di Magra, ad Arcola 34, a Calice al Cornoviglio 22.
I danni economici sono stati inizialmente valutati intorno a 1 miliardo e mezzo di euro.
Il 19 novembre 2011 è stato reso noto che le domande protocollate sono 947 per un importo complessivo di danni denunciati pari ad 116.213.535 euro. A queste denunce vanno aggiunte le domande pervenute nei giorni successivi per effetto della proroga al 30 novembre e quelle delle imprese agricole ricevute dall'Ispettorato Agrario.
Per le somme più urgenti, cioè per gli interventi da realizzare nell'immediato, Vernazza ha previsto 50,9 milioni, Monterosso di 35, Brugnato di 17,9, Borghetto 12,9, Sesta Godano di 4,1, Beverino di 6, Calice di 4,1, Ameglia di 2,1. Sono in tutto venticinque i Comuni che hanno inviato al commissario le schede di segnalazione. La difesa del suolo e la viabilità della Provincia ha contato danni per 47,5 milioni.
Le aziende spezzine che hanno chiesto aiuti, in seguito ai danni provocati dall'alluvione risultano, al 20 dicembre 2011, sono 1.481, di cui 269 imprese agricole, per un complessivo indennizzo di 169 milioni di euro; 203 le richieste giunte da Monterosso, 145 da Brugnato, 109 da Vernazza e 80 da Borghetto.

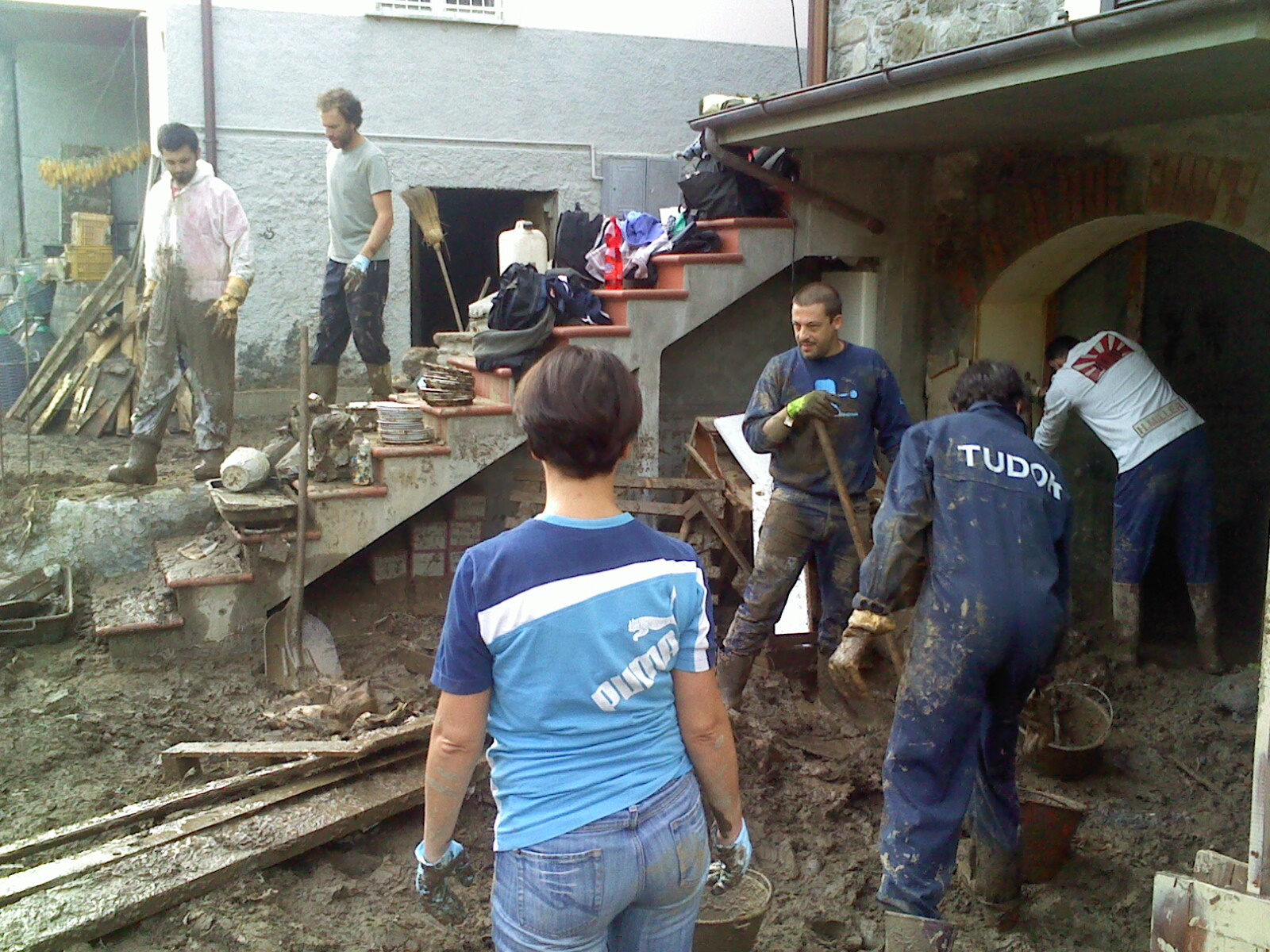
Volontari in azione a Borghetto di Vara

Per far fronte ai danni provocati dall'alluvione il governo Berlusconi aumentò dello 0,0089% le accise sui carburanti.
Per la copertura del fondo per le alluvioni anche la Regione Liguria ha deciso l'aumento delle accise sulla benzina (+0,5 cent), una scelta obbligata da parte del precedente governo che, su iniziativa del ministro Giulio Tremonti, chiese a Liguria e a Toscana la maggiorazione a sostegno dei 40 milioni assegnati per i danni.

## Reazioni
Migliaia di volontari si sono mossi per aiutare la popolazione coinvolta. Molti di questi hanno risposto ad appelli lanciati su social network come Facebook: studenti, lavoratori, eredi spirituali di quegli "angeli del fango" di Firenze.
Un caso particolare è stato quello delle "fasce rosse", quasi 400 volontari di tutt'Italia (Como, Napoli, Pavia, Trento, Parma, Roma, Livorno, ecc.) che si riconoscono con una fascia rossa al braccio. L'idea viene riproducendo un'antica usanza del movimento operaio lunigianese che, in una foto di fine '800, raffigurava squadre operaie della Pontremolese con delle fasce rosse in vita ed al braccio.
Particolare attenzione è stata riposta, fin dall'inizio, sulla natura degli aiuti, soprattutto finanziari. Ne è un esempio il caso Monterosso, dove è stata lanciata una raccolta fondi da Repubblica e da Sky per il "salvataggio" della scuola elementare "Enrico Fermi", ma alcune testimonianze hanno portato a conoscenza il fatto che l'edificio scolastico non avesse subito danni ingenti da precludere il suo utilizzo. Sorge la questione da cosa verrà salvata la scuola.
A un anno da quella tragedia si sono iniziati a fare i primi bilanci sulla ricostruzione e sulla messa in sicurezza del territorio spezzino. Per esempio, secondo alcune fonti, i media e le massime autorità hanno dipinto come esempio virtuoso la ricostruzione di Vernazza. Tuttavia alcuni cittadini hanno redatto un dossier in cui si evince che la situazione è tutt'altro che virtuosa.
In linea generale non risulta particolarmente significativo l'impegno nella messa in salvaguardia del territorio, con lavori fatti in somma urgenza, mancanza di interventi in ambito di pianificazione, continui rilasci di permessi di costruire per grandi opere estremamente invasive. Un esempio sconcertante diventa il crollo di una frana sulla Via dell'Amore a Riomaggiore, in seguito a poche ore di pioggia.